# Austrognatharia boadeni
Austrognatharia boadeni är en djurart som tillhör fylumet käkmaskar, och som beskrevs av Wolfgang Sterrer 1971. Austrognatharia boadeni ingår i släktet Austrognatharia och familjen Austrognathiidae. Inga underarter finns listade i Catalogue of Life.